# Robert Trimmel
Robert Trimmel (* 20. März 1950 in Waasen, Ortsteil von Neumarkt an der Ybbs in Niederösterreich) ist ein österreichischer Autor, Kabarettist und Maler.

## Leben
Robert Trimmel wuchs in Ybbs an der Donau auf. Nach der Matura in St. Pölten zog er nach Wien, von 1979 bis 2011 lebte er im Burgenland (Zillingtal), seit 2011 lebt er wieder in Niederösterreich.

## Künstlerischer Werdegang
1978 begann er als Autodidakt Gitarre zu spielen und schrieb erste Liedertexte. 1979 siedelte er ins Burgenland über und veröffentlichte sein erstes Buch „Stimmungsbilder“, erschienen im Europäischen Verlag. Mit seiner zweiten Buchveröffentlichung „Spaziergang im Regen“ wurde erstmals das Fernsehen auf ihn aufmerksam, die Jugendsendung Okay brachte ein Porträt von Trimmel.
Trimmel war Mitbegründer und Initiator der seit 1983 bestehenden Rockgruppe Sixtus Tahastus, wo er als Sänger fungierte und alle Songtexte schrieb. Die Gruppe spielte die LP Ausseschaun ein, löste sich jedoch 1984 aufgrund der eher schleppenden Verkaufszahlen wieder auf.
Seit 1990 ist Trimmel als Kabarettist mit insgesamt 14 Programmen auf zahlreichen Bühnen Österreichs aktiv. Solo, aber auch mit der Jazzformation Paco sowie einigen Programmen mit der Gruppe Alabasta Gfrasta, tourte er Anfang 2000 bis 2003 durch Österreich. Es folgten Auftritte mit der Band Sixtus Tahastus in den Jahren 2003 und 2009.
Zwei Kabarettprogramme entstanden mit dem Komponisten und Gitarristen Richard Bedenik (Musical Moses). Neben der Tätigkeit als Kabarettist ist Trimmel seit 2006 auch als Maler tätig – hauptsächlich mit Acrylarbeiten, aber auch mit Kohlezeichnungen. Insgesamt hat er 13 Bücher sowie drei CDs und zwei DVDs seiner Kabarettprogramme veröffentlicht.
Seine Bücher – Jede Menge Ferdinand und Neues von Ferdinand – enthalten Bilder, skurrile Kurzgeschichten sowie Musiktipps.

## Werke (Auswahl)
- „Der Bleischdifd is nu immer gschbizd“, eine Sammlung skurriler Mundartgedanken.
- "Nur die Wahrheit, nichts gelogen", Erinnerungen aus den bisherigen Stationen seines Lebens.
- "Leitengeher – Ein Mann, eine Naturgewalt", Roman, dessen Hauptfigur in manchen Teilen an das Berufsleben Trimmels angelehnt ist.